# Campeonato Mundial de Atletismo de 1987
El II Campeonato Mundial de Atletismo se celebró en Roma (Italia) entre el 28 de agosto y el 6 de septiembre de 1987 bajo la organización de la Asociación Internacional de Federaciones de Atletismo y la Federación Italiana de Atletismo.
Las competiciones se llevaron a cabo en el Estadio Olímpico de Roma. Se contó con la presencia de 1741 atletas de 157 federaciones nacionales.

## Resultados

### Masculino
| Evento                    | Oro                                                                            | Plata                                                                           | Bronce                                                                                 |
| ------------------------- | ------------------------------------------------------------------------------ | ------------------------------------------------------------------------------- | -------------------------------------------------------------------------------------- |
| 100 m (30.08)             | Carl Lewis Estados Unidos 9,93 s                                               | Raymond Stewart Jamaica 10,08 s                                                 | Linford Christie Reino Unido 10,14 s                                                   |
| 200 m (03.09)             | Calvin Smith Estados Unidos 20,16                                              | Gilles Quénéhervé Francia 20,16                                                 | John Regis Reino Unido 20,18                                                           |
| 400 m (03.09)             | Thomas Schönlebe RDA 44,33                                                     | Innocent Egbunike Nigeria 44,56                                                 | Harry Reynolds Estados Unidos 44,80                                                    |
| 800 m (01.09)             | Billy Konchellah Kenia 1:43,06                                                 | Peter Elliott Reino Unido 1:43,41                                               | José Luíz Barbosa · Brasil · 1:43,76                                                   |
| 1500 m (06.09)            | Abdi Bile Somalia 3:36,80                                                      | José Luis González · España · 3:38,03                                           | Jim Spivey Estados Unidos 3:38,82                                                      |
| 5.000 m (06.09)           | Saïd Aouita Marruecos 13:26,44                                                 | Domingos Castro Portugal 13:27,59                                               | Jack Buckner Reino Unido 13:27,74                                                      |
| 10 000 m (29.08)          | Paul Kipkoech Kenia 27:38,63                                                   | Francesco Panetta · Italia · 27:48,98                                           | Hansjörg Kunze RDA 27:50,37                                                            |
| 110 m vallas (03.09)      | Greg Foster Estados Unidos 13,21                                               | Jonathan Ridgeon Reino Unido 13,29                                              | Colin Jackson Reino Unido 13,38                                                        |
| 400 m vallas (01.09)      | Edwin Moses Estados Unidos 47,46                                               | Danny Harris Estados Unidos 47,48                                               | Harald Schmid RFA 47,48                                                                |
| 3000 m obstáculos (05.09) | Francesco Panetta · Italia · 8:08,57                                           | Hagen Melzer RDA 8:10,32                                                        | William van Dijck · Bélgica · 8:12,18                                                  |
| 20 km marcha (30.08)      | Maurizio Damilano · Italia · 1:20:45                                           | Jozef Pribilinec Checoslovaquia 1:21:07                                         | Josep Marín · España · 1:21:24                                                         |
| 50 km marcha (05.09)      | Hartwig Gauder RDA 3:40:53                                                     | Ronald Weigel RDA 3:41:30                                                       | Viacheslav Ivanenko URSS 3:44:02                                                       |
| Maratón (06.09)           | Douglas Wakiihuri Kenia 2:11:48                                                | Ahmed Salah Yibuti 2:12:30                                                      | Gelindo Bordin · Italia · 2:12:40                                                      |
| Salto de altura (06.09)   | Patrick Sjöberg · Suecia · 2,38 m                                              | Gennadi Avdeyenko URSS / Igor Paklin URSS 2,38 m                                |                                                                                        |
| Salto con pértiga (05.09) | Sergéi Bubka URSS 5,85                                                         | Thierry Vigneron Francia 5,80                                                   | Radion Gataullin URSS 5,80                                                             |
| Salto de longitud (05.09) | Carl Lewis Estados Unidos 8,67                                                 | Robert Emmiyan URSS 8,53                                                        | Larry Myricks Estados Unidos 8,33                                                      |
| Salto triple (31.08)      | Jristo Markov Bulgaria 17,92                                                   | Mike Conley Estados Unidos 17,67                                                | Oleg Sakirkin URSS 17,43                                                               |
| Peso (29.08)              | Werner Günthör · Suiza · 22,23                                                 | Alessandro Andrei · Italia · 21,88                                              | John Brenner Estados Unidos 21,75                                                      |
| Disco (04.09)             | Jürgen Schult RDA 68,74                                                        | John Powell Estados Unidos 66,22                                                | Luis Delís · Cuba · 66,02                                                              |
| Martillo (01.09)          | Sergei Litvinov URSS 83,06                                                     | Jüri Tamm URSS 80,84                                                            | Ralf Haber RDA 80,76                                                                   |
| Jabalina (30.08)          | Seppo Räty · Finlandia · 83,54                                                 | Viktor Yevsiukov URSS 82,52                                                     | Jan Železný Checoslovaquia 82,20                                                       |
| 4 × 100 m (06.09)         | Estados Unidos Lee McRae Lee McNeill Harvey Glance Carl Lewis 37,90            | URSS Alexander Yevgeniev Viktor Bryzgin Vladimir Muraviov Vladimir Krilov 38,02 | Jamaica John Mair Andrew Smith Clive Wright Raymond Stewart 38,41                      |
| 4 × 400 m (06.09)         | Estados Unidos Danny Everett Roddie Haley Antonio McKay Harry Reynolds 2:57,29 | Reino Unido Derek Redmond Kriss Akabusi Roger Black Philip Brown 2:58,86        | Cuba · Leandro Peñalver · Agustín Pavo · Lázaro Martínez · Roberto Hernández · 2:59,16 |
| Decatlón (04.09)          | Torsten Voss RDA 8.680 pts.                                                    | Siegfried Wentz RFA 8.461 pts.                                                  | Pavel Tarnavetski URSS 8.375 pts.                                                      |

### Femenino
| Evento                    | Oro                                                                                   | Plata                                                                            | Bronce                                                                                 |
| ------------------------- | ------------------------------------------------------------------------------------- | -------------------------------------------------------------------------------- | -------------------------------------------------------------------------------------- |
| 100 m (30.08)             | Silke Gladisch-Möller RDA 10,90 s                                                     | Heike Drechsler RDA 11,00 s                                                      | Merlene Ottey Jamaica 11,04 s                                                          |
| 200 m (03.09)             | Silke Gladisch-Möller RDA 21,74                                                       | Florence Griffith-Joyner Estados Unidos 21,96                                    | Merlene Ottey Jamaica 22,06                                                            |
| 400 m (31.08)             | Olga Bryzgina URSS 49,38                                                              | Petra Schersing RDA 49,94                                                        | Kirsten Emmelmann RDA 50,20                                                            |
| 800 m (31.08)             | Sigrun Wodars República Democrática Alemana 1:55,26                                   | Christine Wachtel RDA 1:55,32                                                    | Liubov Gurina URSS 1:55,56                                                             |
| 1500 m (05.09)            | Tatiana Samolenko URSS 3:58,56                                                        | Hildegard Körner RDA 3:58,67                                                     | Doina Melinte · Rumania · 3:59,27                                                      |
| 3000 m (01.09)            | Tatiana Samolenko URSS 8:38,73                                                        | Maricica Puică · Rumania · 8:39,45                                               | Ulrike Bruns RDA 8:40,30                                                               |
| 10 000 m (04.09)          | Ingrid Kristiansen · Noruega · 31:05,85                                               | Elena Zhupiyeva URSS 31:09,40                                                    | Kathrin Wessel RDA 31:11,34                                                            |
| 100 m vallas (04.09)      | Ginka Zagorcheva Bulgaria 12,34                                                       | Gloria Siebert RDA 12,44                                                         | Cornelia Oschkenat RDA 12,46                                                           |
| 400 m vallas (03.09)      | Sabine Busch RDA 53,62                                                                | Debbie Flintoff-King Australia 54,19                                             | Cornelia Ullrich RDA 54,31                                                             |
| 10 km marcha (01.09)      | Irina Strajova URSS 44:12                                                             | Kerry Saxby Australia 44:23                                                      | Hong Yan China 44:42                                                                   |
| Maratón (29.09)           | Rosa Mota Portugal 2:25:17                                                            | Zoya Ivanova URSS 2:32:38                                                        | Jocelyn Villeton Francia 2:32:53                                                       |
| Salto de altura (30.08)   | Stefka Kostadinova Bulgaria 2,09 m                                                    | Tamara Bikova URSS 2,04 m                                                        | Susanne Beyer RDA 1,99 m                                                               |
| Salto de longitud (04.09) | Jackie Joyner-Kersee Estados Unidos 7,36                                              | Elena Belevskaya URSS 7,14                                                       | Heike Drechsler RDA 7,13                                                               |
| Peso (05.09)              | Natalia Lisovskaya URSS 21,24                                                         | Kathrin Neimke RDA 21,21                                                         | Ines Müller RDA 20,76                                                                  |
| Disco (31.08)             | Martina Hellmann RDA 71,62                                                            | Diana Gansky RDA 70,12                                                           | Tsvetanka Jristova Bulgaria 68,82                                                      |
| Jabalina (06.09)          | Fatima Whitbread Reino Unido 76,64                                                    | Petra Felke-Meier RDA 71,76                                                      | Beate Peters RFA 68,82                                                                 |
| 4 × 100 m (06.09)         | Estados Unidos Alice Brown Diane Williams Florence Griffith-Joyner Pam Marshall 41,58 | RDA Silke Gladisch-Möller Cornelia Oschkenat Kerstin Behrendt Marlies Göhr 41,95 | URSS Irina Sliusar Natalia Pomoshchnikova Natalia German Olga Antonova 42,33           |
| 4 × 400 m (06.09)         | RDA Dagmar Neubauer Kirsten Emmelmann Petra Schersing sabine Busch 3:18,63            | URSS Aelita Yurchenko Olga Nazarova Maria Pinigina Olga Vladikina 3:19,50        | Estados Unidos Diane Dixon Denean Howard-Hill Valerie Hooks Lillie Leatherwood 3:21,04 |
| Heptatlón (01.09)         | Jackie Joyner-Kersee Estados Unidos 7.182 pts.                                        | Larisa Turchinskaya URSS 6.564 pts.                                              | Jane Frederick Estados Unidos 6.502 pts.                                               |

## Medallero
| Núm. | País           | Oro | Plata | Bronce | Total |
| ---- | -------------- | --- | ----- | ------ | ----- |
| 1    | RDA            | 10  | 11    | 10     | 31    |
| 2    | Estados Unidos | 10  | 4     | 6      | 20    |
| 3    | URSS           | 7   | 12    | 6      | 25    |
| 4    | Bulgaria       | 3   | 0     | 1      | 4     |
| 5    | Kenia          | 3   | 0     | 0      | 3     |
| 6    | Italia         | 2   | 2     | 1      | 5     |
| 7    | Reino Unido    | 1   | 3     | 4      | 8     |
| 8    | Portugal       | 1   | 1     | 0      | 2     |
| 9    | Finlandia      | 1   | 0     | 0      | 1     |
| 9    | Marruecos      | 1   | 0     | 0      | 1     |
| 9    | Noruega        | 1   | 0     | 0      | 1     |
| 9    | Suecia         | 1   | 0     | 0      | 1     |
| 9    | Suiza          | 1   | 0     | 0      | 1     |
| 9    | Somalia        | 1   | 0     | 0      | 1     |
| 15   | Francia        | 0   | 2     | 1      | 3     |
| 16   | Australia      | 0   | 2     | 0      | 2     |
| 17   | Jamaica        | 0   | 1     | 3      | 4     |
| 18   | RFA            | 0   | 1     | 2      | 3     |
| 19   | España         | 0   | 1     | 1      | 2     |
| 19   | Checoslovaquia | 0   | 1     | 1      | 2     |
| 19   | Rumania        | 0   | 1     | 1      | 2     |
| 22   | Nigeria        | 0   | 1     | 0      | 1     |
| 22   | Yibuti         | 0   | 1     | 0      | 1     |
| 24   | Cuba           | 0   | 0     | 2      | 2     |
| 25   | Bélgica        | 0   | 0     | 1      | 1     |
| 25   | Brasil         | 0   | 0     | 1      | 1     |
| 25   | China          | 0   | 0     | 1      | 1     |
|      | TOTAL          | 43  | 44    | 42     | 129   |